# Wolf Simon
Wolf Simon (* 17. April 1962 in Essen) ist ein deutscher Schlagzeuger und Fotograf.

## Leben
Simon begann 1974 mit dem Schlagzeugspielen und war ab 1976 Mitglied in lokalen Essener Bands, bevor er 1980 durch eine Zeitungsanzeige zu seiner ersten professionellen Band Okay (später Copes, dann Hand in Hand) stieß und mit dieser einen Plattenvertrag erhielt. Die Formation nahm drei Alben auf und absolvierte mehrere Tourneen im Vorprogramm von Tina Turner, Mink deVille, Black Uhuru und der Zeltinger Band. Turners Drummer Jack Bruno prägte Simon 1982 mit seiner songorientierten Stilistik stark. 1984 war Simon bereits soweit in der deutschen Studio- und Liveszene etabliert, dass er auf seinen Studienplatz für Schlagzeug am P.I.T. in Los Angeles verzichtete. Stattdessen nahm er in den kommenden Jahren Unterricht bei Gary Chaffee, Peter Erskine und Enzo Todesco.
1983 spielte Wolf Simon mit der Band Bröselmaschine, bevor er im Herbst des gleichen Jahres Gründungsmitglied der Klaus Lage Band war; deren erste Veröffentlichung war die Single 1000 und 1 Nacht (Zoom!). Seit 1984 ist Simon durch viele musikalische Projekte mit Köln verbunden und hat mit einigen der prominentesten Künstler und Bands der Stadt zusammengearbeitet, etwa Tommy Engel, Zeltinger, L.S.E. und Klaus „Major“ Heuser. Von 2015 bis 2018 war er festes Mitglied der Kölner Band Höhner, auf deren Veröffentlichungen er bereits seit dem Album Viva Colonia mitgewirkt hatte.
Bis heute hat der Musiker bei zahlreichen LP-, CD- und DVD-Veröffentlichungen und vielen Film-, TV- und Theater-Soundtracks mitgewirkt. Er erhielt mehrere Gold- und Platinauszeichnungen (unter anderem für seine Arbeit mit der Klaus Lage Band und mit Purple Schulz) sowie den Ampex Golden Reel Award.
Simon trat sowohl als festes Bandmitglied zahlreicher Formationen wie der Klaus Lage Band, Thomas Blug Band, Purple Schulz oder Asanisimasa in Erscheinung wie auch durch sein Mitwirken bei Studiosessions und Tourneen nationaler und internationaler Künstler wie Billy Bang, Gitte Haenning, Albert Mangelsdorff, Jennifer Rush, T. M. Stevens, Wolfgang Petry, Sweetbox, Ina Deter, Therion, Anne Haigis, Doro Pesch, DePhazz, Ute Freudenberg, Axxis, Michel van Dyke, Zoff, Howard Carpendale, I Muvrini, Udo Lindenberg, Arno Steffen, Bobby Kimball, L.S.E, Jon Lord und vielen anderen. Als musikalischer Leiter arbeitete Wolf Simon für Tic Tac Toe (1997–1998) und die Produktion Tabaluga & Lilli (1999–2001) von Peter Maffay sowie den US-amerikanischen Beschallungshersteller Electro-Voice (2002–2010). 2002 gründete er seine eigene Allstar-Formation Real Groove Band (2007 unter dem Namen Funk Alliance, 2008 als Power Experience), zu der bis 2009 zahlreiche wechselnde Mitglieder gehörten, unter anderem Kirk Douglas (The Roots), Bobby Kimball, die Tower of Power Mitglieder Brent Carter und Norbert Stachel, Haddaway, Randy Hansen und T.M. Stevens. Seit 2003 arbeitete er eng mit dem Gitarristen Thomas Blug in den Projekten Thomas Blug Band, Blug plays Hendrix und Rockanarchie der 70er zusammen. Ebenfalls seit 2003 bildete Simon zusammen mit dem Bassisten Frank Itt die Rhythmusgruppe der Band von Howard Carpendale.
Von 2012 bis 2019 veranstaltete er zusammen mit der Kölner Eventagentur sem4u die Konzertreihe Unger Uns, bei der Künstler wie Klaus Lage, Nico Gomez, Purple Schulz, Regy Clasen, Pe Werner, Riccardo Doppio, Johnny Logan, Yvonne Rüller und viele andere auftraten.
Als Dozent für Schlagzeug und Bandcoaching war Simon seit 2004 an der Robert Schumann Hochschule Düsseldorf sowie seit 2006 am Institut für Musik der Hochschule Osnabrück tätig. Aktuell ist er Teil des professionellen Unterrichtsnetzwerks MusicMonster.de und gibt regelmäßig Workshops zu den Themen Drum Recording, Rhythm Section und Shuffle.
Seit 2021 ist Wolf Simon festes Mitglied der Band von Matthias Reim.
Ab 1989 betätigte sich Simon neben seiner Musikkarriere zunehmend als professioneller Fotograf, überwiegend in der Werbung und zeitweise auch mit eigenem Fotostudio, das er bis 1997 betrieb. Sein fotografischer Schwerpunkt entwickelte sich ab 2016 in neuen Studioräumen immer mehr in Richtung People / Porträt.
1996 gründete Simon zusammen mit Eckhard Beste in Köln das Unternehmen Hearsafe, das zunächst hochwertigen Gehörschutz für Musiker entwickelte und auf den Markt brachte. Das damals noch nicht marktreife In-Ear-Monitoring entwickelten Beste und Simon maßgeblich weiter und führten es insbesondere durch zahlreiche Innovationen bei den maßgefertigten Hörern zu seiner heutigen verbreiteten Form. Die Firma war Pionier des In-Ear-Monitoring in Europa.
2020 begannen wegen der starken Restriktionen durch die Corona-Pandemie erste Sondierungsgespräche zur Gründung einer gewerkschafts-ähnlichen Interessenvertretung freier Musikschaffender in Deutschland. Gemeinsam mit den Mitgründern Ella Rohwer, Axel Müller, Michaela Danner, Marius Goldhammer, Oleg Rovner und Lukas Berg gründete Wolf Simon in der ersten konstituierenden Sitzung am 24. Januar 2021 PRO MUSIK – Verband freier Musikschaffender e.V., in dem er sich neben der Vorstandsarbeit auch als Schatzmeister betätigt.
Wolf Simon ist verheiratet und hat zwei Söhne.

## Instrumente
Wolf Simon spielt seit 1997 exklusiv Tama Starclassic Schlagzeuge, Meinl Becken und Evans Felle. Er ist außerdem Werbeträger für Regal Tip (seit 1985) und 2Box.

## Veröffentlichungen (Auswahl)

### 1980–1989
- Albert Mangelsdorff – Listen and Lay Back
- Axxis – Kingdom of the night
- Axxis – Axxis II
- Klaus Lage Band – Schweissperlen
- Klaus Lage Band – Heisse Spuren
- Klaus Lage Band – Mit meinen Augen – live
- Klaus Lage Band – Amtlich
- Klaus Lage Band – Rauhe Bilder
- Wolfgang Petry – Wo ist das Problem

### 1990–1999
- Axxis – Voodoo Vibes
- Berger – Gift
- Billy Bang – Forbidden Planet
- Bläck Fööss – Nix es ömesöns
- Farmerboys – Till the Cows Come Home
- Guildo Horn – Schön!
- Mandy van Baaren – Mandy van Baaren
- Moonspell – Sin / Pecado
- Purple Schulz – Purple Schulz
- Purple Schulz – Pop
- Purple Schulz – Haha
- Purple Schulz – Spass beiseite?
- Therion – Vovin
- Thomas Blug Band – Electric Gallery
- Zeltinger – Solo Plaat

### 2000–2014
- Arno Steffen – Hop Hop
- Art of Infinity – Endless Future
- Asanisimasa – Zigarrenbrotgott
- Blug plays Hendrix – Blug Plays Hendrix (CD und DVD)
- Bonita – Bonita
- Chris Kramer – Kramer kommt
- Doro Pesch – Classic Diamonds
- Felix Janosa – In der Hitfabrik
- Felix Janosa – Ritter Rost ist krank
- Geier Sturzflug – Wildwechsel
- Howard Carpendale – Das Finale – live (CD und DVD)
- Howard Carpendale – 20 Uhr 10 – live (CD und DVD)
- Howard Carpendale – Viel zu lang gewartet (Limited Edition CD und DVD)
- John Kelly & Maite Itoiz – Tales from the Secret Forest
- Kisha – Stoffwächsu
- Klaus Heuser – Major & Suzan
- Paul Harriman – Love in Different Ways
- Rheinländer – Rheinländer
- T. M. Stevens – Shocka Zooloo
- The Funk Alliance – New Directions of the Real Groove
- The Knechtsand – Reisen
- The Real Groove Band – Real live
- The Real Groove Band – Brand new live
- Thomas Blug Band – Live in Raalte (CD und DVD)
- Thomas Blug Band – Soul & Pepper
- Thomas Blug Band – Live mit dem saarländischen Staatsorchester (DVD)
- Tommy Engel – Live aus dem Himmelszelt
- Tommy Engel – Du bes Kölle
- Tommy Engel – Zum Lure (DVD)
- Ute Freudenberg – Ich hab noch lange nicht genug
- Zoff – Hallo Deutschland
- Zoff – Live! Das Album (CD und DVD)